# HD 182440
HD 182440，又名BD+57 1993，SAO 31604、HR 7365，是一颗恒星，视星等为6.43，位于銀經88.95，銀緯18.89，其B1900.0坐标为赤經19h 19m 36s，赤緯+57° 18.89′ 27″。